# Pásmán-Walzer
Pásmán-Walzer är en vals utan opustal av Johann Strauss den yngre. Den spelades första gången den 6 januari 1892 av olika militärorkestrar på olika ställen i Wien.

## Historia
Redan 1889 hade Johann Strauss velat reformera wienervalsens konstruktion, då han ansåg att samtidens unga generation antingen inte var starka nog eller hågade till att valsa runt i dansens virvlar, och att en långsammare takt var nödvändig för att möta tidens krav. Han sa: "Titta omkring i balsalarna och ni ska finna att hur vacker valsmusik orkestern än spelar så förblir majoriteten av damerna sittande medan herrarna står och hänger vid pelare och dörröppningar. All sann dansglädje är borta och endast den rytmiska Konversationsdansen är ännu populär. Jag ämnar förena Koversationsdansen med valsen och kalla den för Menuett-vals. Den ska gå i tretakt och bestå av tre delar". Uttalandet fick engelsmannen William Alfred Gurney att påstå att han hade uppfunnit Valsmenuetten sex månader tidigare. Strauss påstod sig varken känna till vare sig Gurney eller valsmenuetten. Han fortsatte: "Idén med att reformera valsen har jag hållit på med i flera år; men jag är långsam i mitt arbete... men ett verk kommer definitivt innehålla en sådan vals.. nämligen i den balett som kommer bli en del av akt III i en komisk opera [Ritter Pásmán] jag håller på att komponera för Wiens Hofoper nästa november".
När budet kom att Strauss höll på att komponera en opera, Ritter Pásmán, möttes det av stor entusiasm av publiken i Wien. Men vid premiären den 1 januari 1892 blev mottagandet kyligt och de flesta kritiker förutspådde att den inte skulle gå länge. Wiener Hofoper spelade den bara nio gånger. Kritiken riktade in sig på operans "allvarliga textproblem". 
Det är tveksamt om den vals i akt III verkligen speglade den valsreform som Strauss eftersträvade. Kritikerna nämnde den inte i alla fall. Efter den tredje föreställningen kunde i alla fall Strauss skriva till sin förläggare Fritz Simrock: "Publiken applåderade valsen i baletten och orkestern applåderade dirigenten [Johann Nepomuk] Fuchs för hans riktiga temposlag". Utifrån operans musik sammanställde Strauss ett antal separata orkesterverk. Ett av dessa var Pásmán-Walzer, där dock endast valsmelodierna 1 och 2 var hämtade från valsen medan 3 och 4A var tagna från Evas valsaria "O, gold'ne Frucht am Lebensbaum" i akt III (se Eva-Walzer). Vals 4B och hela inledningen återfinns inte det publicerade klaverutdraget till Ritter Pásmán och består förmodligen av material som togs bort från den slutliga versionen av operan. 
Liksom med det mesta av orkesterdanserna från operan framfördes de första gången inte av Capelle Strauss, utan av olika militärorkestrar. Tidningen Fremden-Blatt hade till och med den 6 januari 1892 två annonser om separata framföranden av Pásmán-Walzer där både hävdade att de spelade dess urpremiär. I nöjeslokalen Dreher spelade Infanteriregemente 46 under ledning av Johann Müller, medan Infanteriregemente 19 under Alphons Czibuika framförde den i Sofienbad-Saal. Inte förrän fyra dagar senare, den 10 januari (och efter mycken övertalning) framförde brodern Eduard Strauss valsen vid en av sina söndagskonserter i Musikverein.

## Om valsen
Speltiden är ca 9 minuter och 17 sekunder plus minus några sekunder beroende på dirigentens musikaliska tolkning.
Valsen var ett av fyra verk där Strauss återanvände musik från operan Ritter Pásmán:
- Pásmán-Walzer, Vals
- Eva-Walzer, Vals
- Pásmán-Polka, Polka
- Pásmán-Quadrille, Kadrilj